# Kunimitsu Sekiguchi
Kunimitsu Sekiguchi (Tama, Prefectura de Tòquio, 26 de desembre de 1985) és un futbolista japonès que disputà tres partits amb la selecció japonesa.